# Magdalena Wolińska-Riedi

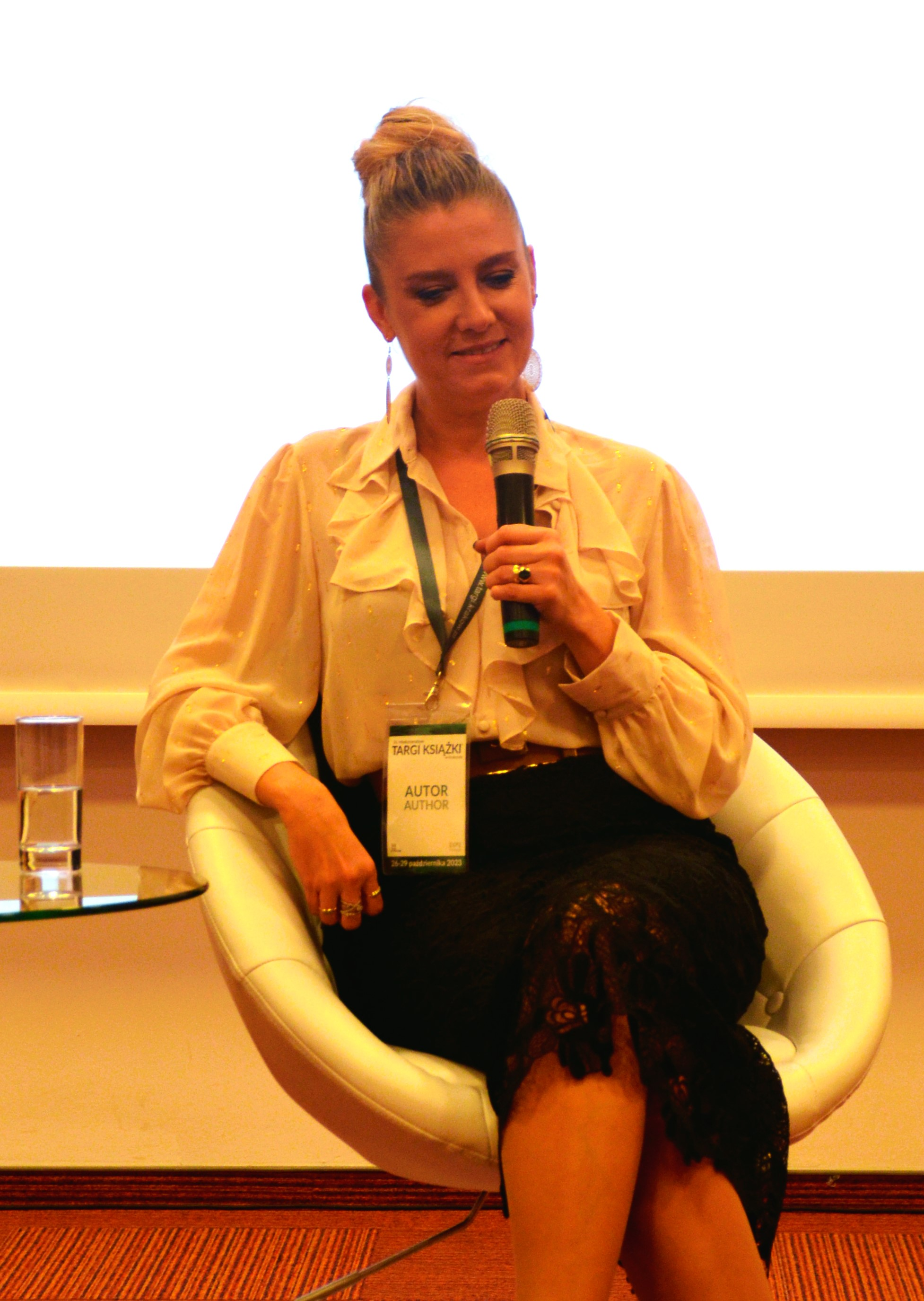
Wolińska-Riedi (2023)

Magdalena Wolińska-Riedi (* 22. Mai 1979) ist eine polnische Journalistin, Autorin und Fernsehmoderatorin, die durch Heirat auch die Staatsbürgerschaft der Vatikanstadt besitzt. Nach ihrem Abschluss an der Universität Warschau begann sie als Reisemoderatorin zu arbeiten, bevor sie italienische Korrespondentin der öffentlich-rechtlichen Telewizja Polska wurde.

## Biographie
Magdalena Wolińska-Riedi absolvierte ein Studium an der Diplomatenakademie in Warschau, ein Studium in Italienisch an der Universität Warschau und erwarb einen Abschluss in Kirchengeschichte an der Päpstlichen Universität Gregoriana in Rom.
2003 heiratete sie ein Mitglied der Schweizergarde des Vatikans. Sie wurden von Kardinal Josef Ratzinger, dem späteren Papst Benedikt XVI. getraut. Wolińska-Riedi lebt seither im Vatikan. Durch die Heirat wurde sie eine der etwa 30 weiblichen Staatsbürger des Vatikans. Sie hat zwei Töchter, die beide von Papst Benedikt XVI. getauft wurden.
Gemeinsam mit Piotr Adamczyk moderierte sie die Dokumentarserie „Polen in Rom und im Vatikan“, die auf TVP1 ausgestrahlt wurde. Im Gefolge dieser Serie kam Telewizja Polska auf sie zu, 2014 wurde sie Korrespondentin der Telewizja Polska für Italien und den Vatikan. 2016 wurde Wolińska-Riedi durch den polnischen Präsidenten Andrzej Duda gebeten, als einzige in der Vatikanstadt ansässigen Vertreterin Polens Papst Franziskus ein Geschenk im Namen Polens zu überreichen. Diese Geste war umstritten und wurde als Verstoß gegen das diplomatische Protokoll angesehen, dem zufolge Staatsgeschenke eigentlich vom Staatsoberhaupt oder einem hochrangigen Regierungsmitglied überreicht werden sollten.
Neben ihrer journalistischen Tätigkeit arbeitet Wolińska-Riedi auch als Übersetzerin für Italienisch und Latein für die Römischen Rota des Heiligen Stuhls und dem Obersten Gerichtshof der Apostolischen Signatur.
Im Januar 2023 wurde sie durch Telewizja Polska von ihrem Korrespondentenposten entbunden, nachdem sie in ihrem privaten Twitter-Account eine überschießende Russenfeindlichkeit im Gefolge von Putins Angriff auf die Ukraine 2022 beklagt hatte. Sie habe damit die polnische Staatsräson angegriffen und könne Telewizja Polska nicht mehr vertreten. Im Dezember wurde wiederum die von der nationalkonservativen PIS-Regierung eingesetzte Leitung von Telewizja Polska durch die neue Regierung Regierung Tusk entlassen.